# Clare Peploe
Clare Peploe (Tanzania, 20 de octubre de 1941-Roma, 23 de junio de 2021) fue una guionista, productora y directora de cine italobritánica. Estuvo casada con el director Bernardo Bertolucci.

## Biografía
Nació en Tanzania pero se crio en Gran Bretaña e Italia junto a su hermano Mark Peploe. Ya en sus primeros años, se mostró muy interesada por el cine y por el arte. Estudió en la universidad francesa de la Sorbona y en Universidad de Perugia.
Peploe debutó como directora con el corto Couples and Robbers (1981), producida por Christine Oestreicher, y que recibió sendas nominaciones en los Premios Óscar y en los BAFTA. Su tercer trabajo, El triunfo del amor compitió en el Festival Internacional de Cine de Venecia de 2001. Como guionista, trabajó habitualmente con su marido Bernardo Bertolucci, aunque también salió acreditada en la película de culto Zabriskie Point de Michelangelo Antonioni.

## Filmografía

### Guionista
- 1970, Zabriskie Point de Michelangelo Antonioni
- 1979, La luna de Bernardo Bertolucci
- 1998, Asediada (Besieged) de Bernardo Bertolucci

### Directora
- 1981, Couples and Robbers (corto)
- 1987, Temporada alta
- 1995, Hechizo en la ruta maya
- 2001, El triunfo del amor

## Premios y distinciones
Festival Internacional de Cine de San Sebastián
| Año  | Categoría       | Película       | Resultado |
| ---- | --------------- | -------------- | --------- |
| 1987 | Concha de Plata | Temporada alta | Ganadora  |